# Fiesse
Fiesse – miejscowość i gmina we Włoszech, w regionie Lombardia, w prowincji Brescia.
Według danych na rok 2004 gminę zamieszkiwało 1930 osób, 120,6 os./km².